# 리앤몰
LienMall Vietnam.LTD는 주로 전자상거래에 주력하는 한국의 다국적 IT 기업이다. 본사가 PAYAP.INC.인 LienMall은 2021년 베트남에서 서비스를 시작했다. LienMall은 중소기업 및 개인 판매자를 위한 온라인 쇼핑 서비스다.
리엔몰은 페이스북 메신저에서 챗봇 서비스를 시작으로 2022년 전자상거래 플랫폼을 개발했다.

## 역사
LienMall은 Facebook Messenger에 매장을 만드는 챗봇 서비스인 SleepOn으로 2020년 베트남을 출시했다. 런칭 이후 2020년 베타 테스트에 13,000개의 매장이 참여했으며, 2021년에는 LienMall 온라인 매장 서비스를 출시하고 2022년에는 전자상거래 플랫폼 서비스를 개발하여 제공하고 있다.

### 연혁
- 2020년 3월, (주)페이얍 설립
- 2020년 6월, 시드 투자 유치 (투자사 스프링캠프)[3]
- 2020년 8월, 정주영 창업 경진 대회 대상 (현대 아산 나눔 재단)[4]
- 2021년 5월, 추가 투자 유치 (투자사 스프링캠패)[3]
- 2021년 8월, LienMall Vietnam.LTD 설립